# Musée Agostinelli
Pour les articles homonymes, voir Agostinelli.
Le musée Agostinelli (en italien : Museo Agostinelli), est un musée privé, situé 48 Via Donato Bartolomeo dans la  frazione Dragona (it), à Acilia Nord à Rome en Italie. Il présente la collection de Domenico Agostinelli. Cette collection est composée de 60 000 objets de la culture populaire, divisés et classés en 400 parties, par ordre alphabétique, présentant des dents humaines, des autographes, des antennes, des automobiles ou des robinets.
Le musée Agostinelli et son fondateur sont cités dans le livre d'Elena Stancanelli, qui raconte également une partie de l'histoire des collections.